# HAL HT-2
Hindustan HT-2 là máy bay huấn luyện chính hai chỗ ngồi của Ấn Độ được thiết kế và chế tạo bởi Hindustan Aeronautics Limited. HT-2 là thiết kế đầu tiên của công ty được đưa vào sản xuất vào năm 1953 cho Không quân và Hải quân Ấn Độ, nơi nó thay thế cho de Havilland Tiger Moth. HT-2 là một máy bay đơn thân cánh thấp với càng đáp cố định ở đuôi. Được trang bị động cơ piston Cirrus Major III 155 mã lực (116 kW), máy bay có buồng lái song song điều khiển cùng lúc bởi hai phi công. Ngoài mục đích sử dụng trong quân sự, máy bay này còn được sử dụng bởi các trường dạy bay của Ấn Độ.

## Bên vận hành
Ghana
- 12 chiếc HAL HT-2 đã được chuyển giao cho Không lực Ghana và được sử dụng từ năm 1959 đến năm 1974.

 Ấn Độ
- Không quân Ấn Độ
- Hải quân Ấn Độ

## Đặc tính kỹ thuật (HT-2)

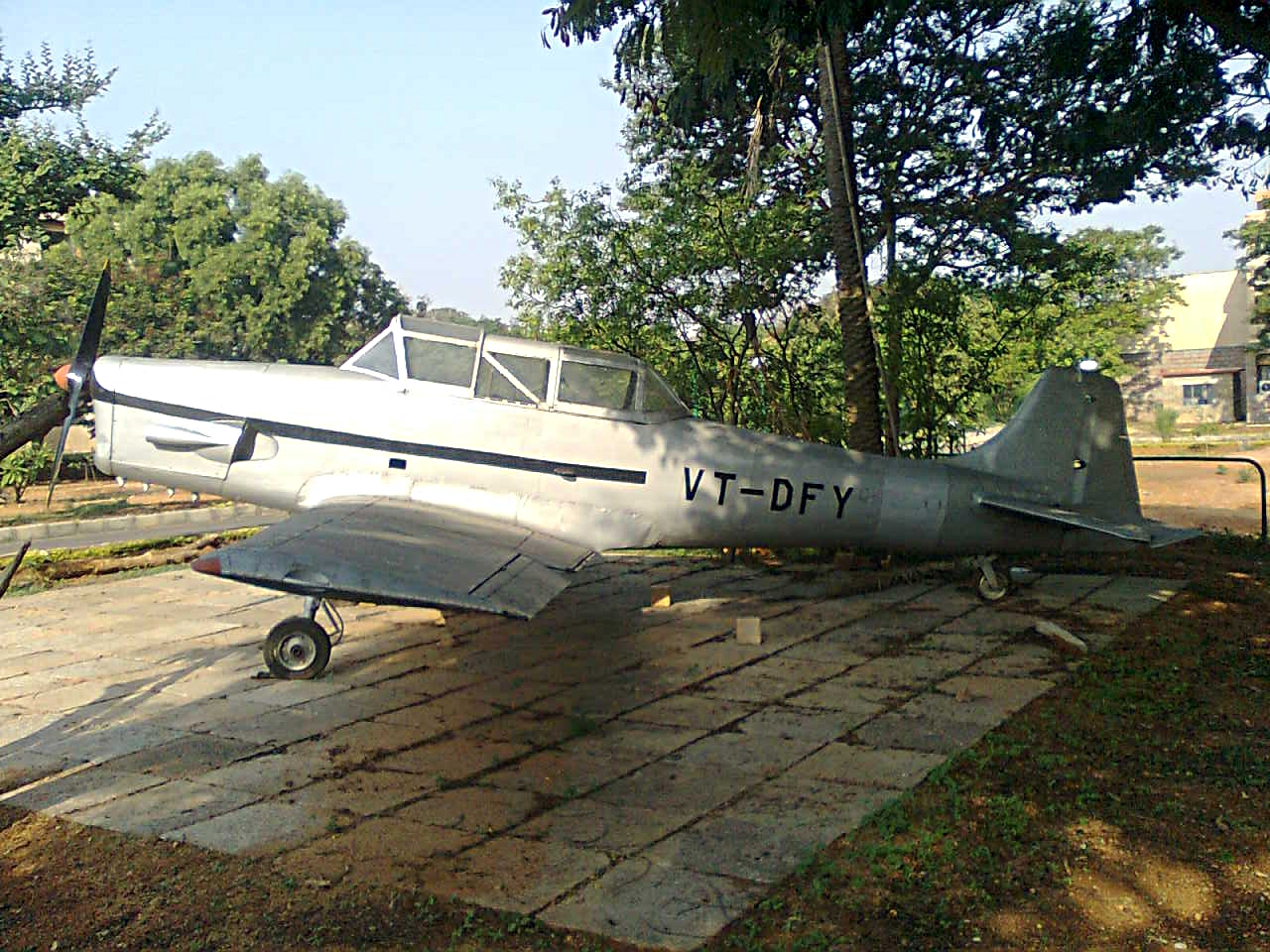
Máy bay huấn luyện HT-2 tại IISc, Bangalore

Dữ liệu lấy từ Jane's All The World's Aircraft 1953–54
Đặc tính tổng quan
- Kíp lái: 2
- Chiều dài: 7,53 m (24 ft 8 in)
- Sải cánh: 10,72 m (35 ft 2 in)
- Chiều cao: 2,74 m (9 ft 0 in)
- Diện tích cánh: 16,0 m2 (172 foot vuông)
- Tỉ số mặt cắt: 7,13:1
- Kết cấu dạng cánh: NACA 23012
- Trọng lượng rỗng: 699 kg (1.540 lb)
- Trọng lượng có tải: 1.016 kg (2.240 lb)
- Sức chứa nhiên liệu: 117 L (26 gal Anh; 31 gal Mỹ)
- Động cơ: 1 × Cirrus Major III , 116 kW (155 hp)

Hiệu suất bay
- Vận tốc cực đại: 209 km/h; 113 kn (130 mph)
- Vận tốc hành trình: 185 km/h; 100 kn (115 mph)
- Vận tốc tắt ngưỡng: 84 km/h; 45 kn (52 mph)
- Tầm bay: 563 km; 304 nmi (350 mi)
- Thời gian bay: 3 hr 30 min
- Trần bay: 4.420 m (14.500 ft)
- Vận tốc lên cao: 4,1 m/s (800 ft/min)